# Robert Richardson
Robert Richardson (Hyannis, 27 d'agost de 1955) és un director de fotografia estatunidenc, col·laborador habitual de Quentin Tarantino, Oliver Stone i Martin Scorsese. Va obtenir tres premis Oscar pel seu treball a JFK (1992), de Stone; L'aviador (2004), de Scorsese; i Hugo (2011), també de Scorsese.
Richardson va néixer a Hyannis, Massachusetts. Es va graduar a l'Escola de Disseny de Rhode Island en Cinema, animació i vídeo. El 1984, va treballar com a operador de càmera i segon fotògraf en pel·lícules com Repo Man, Making the grade i Malson a Elm Street, de Wes Craven. També va exercir com a director de fotografia a documentals i docudrames de televisió com ara Disney Channel, BBC i PBS, on va realitzar The Front Line a El Salvador. Aquest darrer treball va despertar l'interès d'Oliver Stone i el va contractar per a rodar Salvador (1986). El debut de Stone com a director va ser també el debut de Richarson com a director de fotografia. El mateix any, van filmar Platoon, guanyadora de l'Oscar a la millor pel·lícula i nominada a l'Oscar a la millor fotografia. L'any 1987, Richardson va tornar a reunir-se amb Stone a Wall Street. L'any 1989, va obtenir la seva segona nominació a l'Oscar millor fotografia amb Born on the Fourth of July.
L'any 1991, va guanyar el primer dels seus Premis de l'Acadèmia per Millor Fotografia a JFK de Stone. L'any 1992, va treballar com a director de fotografia de Rob Reiner a Alguns homes bons. Amb Casino (1995), va començar la seva relació de treball amb Martin Scorsese, amb qui va filmar, entre d'altres, L'aviador i Hugo, amb les quals va obtenir el seu segon i tercer Oscar. El seu treball amb Quentin Tarantino, amb qui va filmar Kill Bill i Maleïts malparits és molt reconegut. Va ser nominat a l'Oscar a la Millor Fotografia pel seu treball a Django desencadenat, també de Tarantino.
L'any 2013 va treballar a la pel·lícula de zombis World War Z, però va demanar no aparèixer als crèdits finals, en favor del cineasta Ben Seresin.
Està divorciat i té tres fills: Kanchan, Maya i BB.

## Filmografia com a fotògraf
- Once Upon a Time in Hollywood (2019)
- A Private War (2018)
- Adrift (pel·lícula del 2018) (2018)
- The Hateful Eight (2015)
- Django desencadenat (2012)
- Hugo (2011)
- George Harrison: Living in the Material World (2011)
- Menja, resa, estima (2010)
- Shutter Island (2010)
- Maleïts malparits (2009)
- Standard Operating Procedure (2008)
- Shine a Light (2008)
- El bon pastor (2006)
- L'aviador (2004)
- Kill Bill: Vol. 2 (2004)
- Kill Bill: Vol. 1 (2003)
- Les quatre plomes (2002)
- Powder Keg (2001)
- Bringing Out the Dead (1999)
- Snow Falling on Cedars (1999)
- The Horse Whisperer (1998)
- La cortina de fum (1997)
- Fast, Cheap & Out of Control (1997)
- U-Turn (1997)
- Nixon (1995)
- Casino (1995)
- Nascuts per matar (1994)
- Heaven & Earth (1993)
- Alguns homes bons (1992)
- JFK (1991)
- City of Hope (1991)
- Born on the Fourth of July (1989)
- Talk Radio (1988)
- Eight Men Out (1988)
- Wall Street (1987)
- Dubtis (1987)
- Platoon (1986)
- Salvador (1986)
- An Outpost of Progress (1982)

## Premis

### Premis Oscar
| Any  | Categoria         | Pel·lícula                 | Resultat  |
| ---- | ----------------- | -------------------------- | --------- |
| 2015 | Millor Fotografia | The Hateful Eight          | Nominat   |
| 2012 | Millor Fotografia | Django desencadenat        | Nominat   |
| 2011 | Millor Fotografia | Hugo                       | Guanyador |
| 2010 | Millor Fotografia | Maleïts malparits          | Nominat   |
| 2005 | Millor Fotografia | L'aviador                  | Guanyador |
| 2000 | Millor Fotografia | Snow Falling on Cedars     | Nominat   |
| 1992 | Millor Fotografia | JFK                        | Guanyador |
| 1990 | Millor Fotografia | Born on the Fourth of July | Nominat   |
| 1987 | Millor Fotografia | Platoon                    | Nominat   |